# Absurd (pojęcie)
Absurd (łac. absurdus – niewłaściwy, niestosowny, absurdalny) – pojęcie określające sytuację, sformułowanie lub myśl będące wewnętrznie sprzeczne z przyjętymi zasadami logiki, bazujące na fałszywych lub mało prawdopodobnych założeniach, albo wynikające z błędów w rozumowaniu dedukcyjnym lub indukcyjnym.
Czasami absurd jest stosowany celowo, aby wyraźnie ukazać błąd w myśleniu i w ten sposób potwierdzić zamierzoną tezę. Można stworzyć konstrukcje pozornie logiczne, lecz oparte na absurdalnych podstawach, co bywa wykorzystywane w literaturze, na przykład w teatrze absurdu Eugène'a Ionesco. Absurd, choć pozbawiony znaczenia, nie jest pozbawiony sensu.

## Wykorzystanie

### W logice
Przekonanie absurdalne to każde przekonanie, które w sposób oczywisty nie jest możliwe do utrzymania. W węższym sensie jest to każde zdanie sprzeczne z prawami logiki (zob. dowód nie wprost). Żaden absurd nie jest nonsensem, wyrażenie nonsensowne (jako pozbawione znaczenia) nie może być bowiem sprzeczne z żadnym zdaniem, w tym z żadnym prawem logiki. W języku potocznym termin „absurd” interpretowany jest psychologistycznie, tj. nie jako pewne przekonanie czy pewne zdanie, ale jako stan mentalny towarzyszący temu przekonaniu/zdaniu w odpowiednich sensach.
Przykłady: Syn bezdzietnej matki ułożył się do snu, Żonaty kawaler poszedł do kościoła, Karol przepołowił jabłko na trzy części, Raczej na pewno pójdę na spotkanie.

### Wfilozofii egzystencji
Filozofia egzystencji rozumie termin „absurd” tak, jak rozumie się go w języku potocznym. Absurdalność przypisywana przez egzystencjalistów życiu ludzkiemu i wszelkim ludzkim działaniom to specyficzne stany mentalne (takie jak trwoga czy poczucie braku celu) stanowiące wg egzystencjalistów fundament bycia człowieka.